# Bayern Design
Die Bayern Design GmbH ist ein Unternehmen für Design, Architektur und Werbung mit Sitz in Nürnberg und einer Geschäftsstelle in München.
Die Bayern Design GmbH wurde 2001 vom Bayerischen Staatsministerium für Wirtschaft, Energie und Technologie ins Leben gerufen und überwiegend von diesem gefördert Der Trägerverein Bayern Design Forum e.V. und die Stadt Nürnberg  steuern weitere Mittel bei.
Das Bayern Design Forum e. V. wurde im Jahr 1987 gegründet. Zu den Mitgliedern zählen bayerische Unternehmen, Agenturen, Wirtschaftskammern, Verbände und Freiberufler. Im Vorstand sind neben Unternehmern auch viele bayerische Industrie- und Handelskammern vertreten.

## Tätigkeitsfelder
Auf Unternehmerforen, internationalen Plattformen, in Vorträgen, mit Ausstellungen und auf Messeauftritten informiert Bayern Design über aktuelle Trends, Themen sowie den Wirtschaftsfaktor Gestaltung. Bayern Design berät zudem bei Fragen zur staatlichen Designförderung.
Bayern Design ist Ausrichter der Munich Creative Business Week (MCBW), Deutschlands größtem Design-Event, das einmal im Jahr in München stattfindet. 2018 kamen über 70.000 internationale Besucher zur MCBW. Die Designwoche hat das Ziel, die Besucher auf internationaler Ebene für Gestaltung und ihre gesellschaftliche, kulturelle und ökonomische Bedeutung zu sensibilisieren. In vergangenen Jahren hat sich die MCBW zu einem wichtigen Anziehungspunkt für Designer, Architekten, Wirtschaftsvertreter und Firmen entwickelt.
Über sein Netzwerk stellt Bayern Design Kontakte zwischen Unternehmern und Kreativen, Wirtschaftskammern, Verbänden und Bildungseinrichtungen her. Auf Veranstaltungen, in Workshops, Gesprächsrunden oder auf Netzwerkplattformen können sich an Design Interessierte kennen lernen.
Bayern Design initiiert darüber hinaus Ausstellungen, Messen und Austauschprogramme in Kooperation mit Partnern im Ausland, über die Design, Architektur und Marken aus Bayern international bekannt werden und sich Designer und Architekten aus dem Freistaat mit internationalen Akteuren vernetzen können.

## Mitgliedschaften
Das Unternehmen ist Mitglied in folgenden internationalen Designvereinigungen:
- BEDA (Bureau of European Design Associations)
- GDN (Global Design Network, Hong Kong)
- IF (International Design Forum)[14]
- Universal Design Forum e. V.